# Xian de Pei
Pour les articles homonymes, voir PEI.
Le xian de Pei (沛县 ; pinyin : Pèi Xiàn) est un district administratif de la province du Jiangsu en Chine. Il est placé sous la juridiction de la ville-préfecture de Xuzhou.

## Démographie
La population du district était de 1 157 932 habitants en 1999.

## Personnalités liées
- Zhao Xucheng (né en 1943), artiste peintre chinois y est né